# Ezzahra
Ezzahra o Ez-Zahra (àrab: الزَهْرَاء, az-Zahrāʾ) és una ciutat de Tunísia, situada uns 6 km al sud-est de Tunis, part de la governació de Ben Arous. Es troba uns 2 km a l'est de la ciutat de Ben Arous i a la mateixa distància del port comercial de Radès (que és el port de la capital), situat al nord. Té costa al golf de Tunis. Està unida a la ciutat de Hammam Lif que la segueix al sud. La municipalitat té 31.792 habitants (cens del 2004) i la formen la mateixa ciutat i els nuclis annexes de El Habib, 18-Janvier i Borj El Louziri i altres de menors; la delegació té 32.380 habitants (2004).

## Història
La ciutat fou fundada el 1909 amb el nom de Saint-Germain, que va canviar per Ezzara després de la independència en honor del patriota Lazhar Chraïti (1919-1962).

## Cultura
És seu d'un festival anual de teatre.

## Administració
És el centre de la delegació o mutamadiyya homònima, amb codi geogràfic 13 57 (ISO 3166-2:TN-12), dividida en quatre sectors o imades:
- Ez-Zahra Ville (13 57 51)
- Cité El Habib (13 57 52)
- 18 Janvier (13 57 53)
- Borj El Louzir (13 57 54)

Al mateix temps, forma una municipalitat o baladiyya (codi geogràfic 13 16).